# Franck Grandel
Franck Grandel était un footballeur français, international guadeloupéen né le 17 mars 1978 à Pointe-à-Pitre en Guadeloupe. 
Il est aujourd'hui entraineur des gardiens de l'Union sportive Orléans Loiret football.

## Biographie
Franck Grandel fait ses débuts professionnels au Besançon RC en National lors de la saison 1999-2000.
Après deux saisons dans le club franc-comtois, il rejoint les rangs du FC Libourne Saint-Seurin qui évolue en quatrième division pour y être numéro un. Il y joue deux saisons avant de quitter la France pour la Grèce et le Skoda Xanthi en première division.
Lors de la saison 2004-2005, il revient au pays en s'engageant en faveur de l'ES Troyes qui évolue en Ligue 2. Au terme de la saison, le club termine à la troisième place du championnat et se retrouve promu en Ligue 1.
Il part aux Pays-Bas en 2005 au FC Utrecht où il joue trois saisons. Il participe à la Gold Cup 2007 avec la Guadeloupe où il est désigné meilleur gardien du tournoi. Sans club pour la saison 2008-2009, il s’entraîne avec le RC Strasbourg. 
Il signe en juin 2009 au Dijon FCO en Ligue 2. En manque de temps de jeu, il quitte le club après deux saisons.
En 2011, il rejoint l'USL Dunkerque en quatrième division avec qui il est champion de CFA en 2013 et promu en National.
En 2013, il retrouve l'ES Troyes AC qui vient d'être relégué en Ligue 2 pour y être remplaçant. En 2015, le club est champion de Ligue 2, mais il ne prend part à aucune rencontre de championnat ni la saison suivante en Ligue 1.

## Carrière
- 1996-1998 : Club colonial de Fort-de-France  Martinique
- 1998-1999 : FC Mulhouse  France
- 1999-2001 : Besançon RC  France
- 2001-2003 : FC Libourne Saint-Seurin  France
- 2003-2004 : Skoda Xanthi  Grèce
- 2004-2005 : ES Troyes AC  France
- 2005-2008 : FC Utrecht  Pays-Bas
- 2009-2011 : Dijon FCO  France
- 2011-2013 : USL Dunkerque  France
- 2013-2017 : ES Troyes AC  France[3]
- 2017 : US Boulogne  France

## Palmarès
- Champion de CFA en 2013 avec l'USL Dunkerque.
- Meilleur gardien de la Gold Cup en 2007 avec la Guadeloupe.
- Membre de l'équipe type de la Gold Cup en 2007 avec la Guadeloupe.